# Königshymne
Eine Königshymne oder  Kaiserhymne ist ein patriotisches Lied, das große Ähnlichkeiten mit einer Nationalhymne aufweist. 
Gegenstand der Hymne ist aber typischerweise der Monarch, der als Souverän gepriesen oder für den gebetet wird. Königshymnen werden meistens bei Anlässen gespielt, bei denen der Monarch anwesend ist oder die für das Königshaus anderweitige Bedeutung haben. Die Bezeichnung Königshymne ist variabel, auch Herrscher mit anderen Titeln nehmen eine eigene Hymne für sich in Anspruch – beispielsweise im Falle der österreichischen Kaiserhymne „Gott erhalte Franz den Kaiser“ oder der diversen Zarenhymnen wie u. a. „Bosche, Zarja chrani!“.
Der Königshymne entspricht in manchen Republiken der Präsidialsalut.

## Aktuelle Königshymnen
- God Save the King (Nationalhymne Vereinigten Königreichs und Neuseelands, Königshymne in den Commonwealth Realms)
- Kong Kristian stod ved højen mast (Dänemark)
- De Wilhelmus (Großherzogshymne, Luxemburg)
- Kongesangen (Norwegen)
- Ur svenska hjärtans djup en gång (Kungssången, Schweden)
- Marcha Real (Königs- und Nationalhymne Spaniens)
- Phleng San Soen Phra Barami (Thailand, Nationalhymne ist Phleng Chat)
- Inno e Marcia Pontificale (Papsthymne, Vatikanstadt)

## Ehemalige Kaiser- und Königshymnen
- Individuelle österreichische Kaiserhymnen (Kaisertum Österreich)
- Heil unserm König, Heil! (Königreich Bayern und Königreich Griechenland bis 1862)
- Heil dir im Siegerkranz (Königreich Preußen, Deutsches Kaiserreich)
- Sachsenlied (Königreich Sachsen)
- Sorud-e Schahanschahi Iran (Kaiserreich Iran)
- Boshe, Zarja chrani! und Molitwa Russkich (Russisches Kaiserreich)
- Marcia Reale (Königreich Sardinien, Königreich Italien (1861–1946))